# سيليسبين

تمثيل فني في الشارع لقبلة مادونا و بريتني سبيرز في حفل توزيع جوائز MTV Video Music لعام 2003 يُعتبر مثالًا على التلاعب الجنسي أو الفاو-موسيول. هذه اللحظة الشهيرة كانت مثار جدل كبير في ذلك الوقت واعتُبرت جزءًا من ظاهرة إعلامية كانت تهدف إلى جذب الانتباه والدعاية من خلال تقديم مثل هذه الأفعال كمفاجآت جنسية، سواء كانت حقيقية أو مصطنعة، لزيادة التغطية الإعلامية.

سيلسبيان او مشهورة مثلية (وهو دمج بين كلمتي "مشهور" و"مثلية") يشير إلى مشهورة أنثى معروفة أو مشهورة بكونها مثلية، وتحظى بشعبية ضمن مجتمع المثليين، أو مشهور يدعي أنه مثلية بشكل مؤقت كجزء من خدعة دعائية. ظهرت ظاهرة سيلسبيانية كظاهرة إعلامية غربية في 2008، عندما قدمت عدة مشهورات أنفسهن كمثليات.
تم ابتكار مصطلح "سيلسبيان" لأول مرة على يد بام فرانكو و سوزان ليفين، وهما من نيويورك، إحداهما كانت دي جي. ظهر المصطلح في إعلان كامل على صفحة واحدة في مجلة GO، وهي مجلة ليلية موجهة للمثليات. كان الإعلان يروج لمسابقة Mz Hip and Fit NY، وهي فكرة دينيس كوهين من Denco Designs & Events. كانت المسابقة تهدف للبحث عن "أجمل مثلية" في الولايات المتحدة، واستخدم مصطلح "سيلسبيان" للإشارة إلى القاضيات الشهيرات المثليات.
للمزيد من المعلومات، يمكن الاطلاع على مقاطع حول المشاهير المثليين و تاريخ تمثيل المثليات في الإعلام.

## فوموسيكال
في الإعلام الجماهيري المعاصر، أصبح مصطلح سيلسبيان يُشير إلى مشهورة أنثى تدعي أنها مثلية، إما بشكل صريح أو ضمني — غالبًا للحصول على دعاية. قد تكون هذه المشهورة مثلية حقيقية أو قد لا تكون كذلك. مصطلح مشابه لهذا المعنى الثاني من سيلسبيان هو فاو-موسيكول، وهو دمج بين كلمتي "فاو" (زائف) و"موسيول" (مثلية)، وفي هذه الحالة قد يكون المشهور إما ذكرًا أو أنثى.
اعترض بعض الناشطين من مجتمع المثليين على ظاهرة الفاو-موسيول، معتبرين أنها تسخف من المثليين الحقيقيين، سواء بتقديم المثلية كـ "حدث صادم" جديد، أو بتجاهل القضايا الجادة التي يواجهها الشبان الذين يكافحون للتصالح مع ميولهم الجنسية. كما يُنظر إليها أيضًا على أنها مُعزِلة وتقليدية، من خلال "تدمير ما نحاول تحقيقه في إظهار للعالم أننا بشر عاديون مثل الجميع" من قبل آخرين.

## امثلة
من بين أوائل الأمثلة الظاهرة في الإعلام كان عندما قبلت مادونا بريتني سبيرز وكريستينا أغيليرا في حفل جوائز MTV Video Music لعام 2003، كما وثقته كريستين ليب من BuzzFeed News. في عام 2004، ناقش موقع MedicineNet تأثير "مادونا-بريتني" في انتشار هذا المصطلح. كما أشارت ليب أيضًا إلى أن أغنية كاتي بيري "I Kissed a Girl" قد سرعت من انتشار هذه الظاهرة.
كما يمكن العثور على أمثلة أخرى تستخدم التلاعب الجنسي وجاذبية الفاو-موسيول في أغنية "Can't Remember to Forget You" لريهانا وشاكيرا، وكذلك في أغنية جينيفر لوبيز "Booty" مع إيجي أزاليا.
عبّر كل من نيكي ميناج و أزيليا بانكس علنًا عن حبهم الجنسي للنساء، وقد تم الاحتفاء بهما بسبب ذلك. في أغسطس 2015، غطت The Austin Chronicle أداء كاميلا جراي و كيت مونيغ في مهرجان أوستن برايد. تجسد كيت مونيغ شخصية شين في كلمة إل و لينا في راي دونوفان.
في عام 1997، خرجت إلين ديجينيرس علنًا كمثلية في برنامج أوبرا وينفري شو. وعندما سألها المضيفة أوبرا وينفري: "لماذا ظننتِ أنه من الضروري أن تخرجي للعلن؟"، أجابت إلين: "لأنه لا بأس. لأنه لا بأس."
من خلال تضمين ميولهم الجنسية المثلية في الثقافة الشعبية، فإنهم يقومون بعمل من أجل تطبيع هذه الهوية.

## قوائم المقالات المصنفة والتغطية الإعلامية التخمينية
تنتج وسائل الإعلام السائدة تصنيفات هرمية للمشاهير المثليين في العصر الحالي. في عام 2015، نشرت The Talko إلكترونيًا مقالًا بعنوان "15 زوجًا من السيلسبيانات اللاتي هنَّ أجمل من أن يُحتمل". في عام 2014، نشرت New York Post إلكترونيًا مقالًا بعنوان "السيلسبيانات الساخنات في كل مكان تنظر إليه"، كما نشرت The Times of India مقالًا إلكترونيًا بعنوان "من جودي فوستر إلى إلين ديجينيرس: الأزواج السيلسبيين الذين تزوجوا". وفي نفس العام، نشرت Autostraddle إلكترونيًا مقالًا بعنوان "أفضل 10 لحظات سيلسبيانية في عام 2014 بحسب Gothip Girl".